# NGC 2855
NGC 2855 ist eine linsenförmige Galaxie vom Hubble-Typ S0/a im Sternbild Hydra südlich der Ekliptik. Sie ist schätzungsweise 76 Millionen Lichtjahre von der Milchstraße entfernt und hat einen Durchmesser von etwa 55.000 Lichtjahren.
Das Objekt wurde am 19. März 1786 von Wilhelm Herschel entdeckt.